# Instituto Nacional de Educação de Surdos
O Instituto Nacional de Educação de Surdos (INES) é uma instituição educacional brasileira dedicada à educação de pessoas surdas. Fundado em 26 de setembro de 1857, no Rio de Janeiro, por iniciativa do educador francês chamado Ernest Huet, que foi contratado pelo Imperador Dom Pedro II para fundar uma escola para surdos no país, após ter sido fundado o Instituto dos Meninos Cegos, em 1854. Ele trouxe consigo a expertise adquirida na França, onde recebeu uma educação especializada na Escola Nacional de Surdos de Paris. É considerado a primeira escola para surdos na América Latina e uma das mais antigas do mundo.
O INES oferece uma educação bilíngue, baseada na Língua Brasileira de Sinais (LIBRAS) e na Língua Portuguesa, visando o pleno desenvolvimento linguístico e acadêmico dos estudantes surdos. A escola atende educação infantil, ensino fundamental, médio e cursos técnicos, além de cursos de graduação e pós-graduação na área da educação de surdos e da LIBRAS. A instituição conta com uma equipe multidisciplinar de profissionais qualificados, incluindo professores surdos, intérpretes de Libras, psicólogos, fonoaudiólogos, entre outros, para atender às necessidades específicas dos estudantes surdos.
O instituto disponibiliza gratuitamente o Curso de Língua Brasileira de Sinais (LIBRAS), dividido em cinco módulos, a cada semestre, para toda a comunidade. Esse curso é especialmente voltado para familiares de crianças surdas, professores em formação ou atuantes na rede pública e profissionais de empresas públicas e privadas.
Além disso, o instituto busca qualificar e encaminhar pessoas surdas para o mercado de trabalho, valorizando suas habilidades e promovendo o exercício da cidadania. São oferecidos cursos de qualificação profissional, além de fornecer assessoria técnica às empresas que as contratam. Esses cursos estão disponíveis tanto para os alunos do Colégio de Aplicação quanto para pessoas surdas da comunidade em geral.

## História
Inicialmente, a instituição foi chamada de Imperial Instituto de Surdos-Mudos do Rio de Janeiro e tinha como objetivo principal proporcionar educação e cuidados aos surdos brasileiros. A primeira turma era composta por apenas sete alunos, mas ao longo dos anos, a escola cresceu e se tornou uma referência em educação de surdos.
Com o passar do tempo, a escola passou por diversas transformações. Em 1911, foi renomeada para Instituto Nacional de Surdos-Mudos e, em 1991, recebeu sua denominação atual, Instituto Nacional de Educação de Surdos, refletindo uma mudança de perspectiva pedagógica que enfatizava a educação bilíngue para surdos, utilizando a Língua Brasileira de Sinais (LIBRAS) e a Língua Portuguesa.
Atualmente, o INES continua sendo uma referência na área da educação de surdos no Brasil, promovendo a inclusão, a valorização da cultura surda e o desenvolvimento pleno dos estudantes surdos. Sua história é marcada por lutas e conquistas na busca por uma sociedade mais inclusiva e igualitária para todos, independentemente de suas habilidades auditivas.
Na década de 1960, nos Estados Unidos da América, com apoio de pesquisas realizadas na área da linguística, foi conferido posição de língua à comunicação gestual entre surdos. No Brasil, já no final dos anos 1980, os surdos lideraram o movimento de oficialização da Língua Brasileira de Sinais – LIBRAS.
Em 1993, um projeto de Lei deu início a uma longa batalha de legalização e regulamentação em âmbito federal, culminando com a criação da Lei nº 10.436 de 24 de abril de 2002, que reconhece a Língua Brasileira de Sinais, seguida pelo Decreto nº 5.626, de 22 de dezembro de 2005, que a regulamenta.
Em 2011, o INES passou a realizar o Programa Nacional para Certificação de Proficiência em Libras e para Certificação de Proficiência em Tradução e Interpretação de Libras/Língua Portuguesa (PROLIBRAS), em parceria com a Universidade Federal de Santa Catarina (UFSC).
Em abril de 2013, o INES lançou, em parceria com a Associação de Comunicação Educativa Roquette-Pinto (Acerp), a primeira webTV em Língua Brasileira de Sinais (Libras), com legendas e locução em Língua Portuguesa, a fim de integrar públicos. Com equipe composta de profissionais de televisão surdos, ouvintes, tradutores intérpretes e profissionais do INES, na web 24 horas por dia (em streaming e vídeo on demand) e em aplicativos móveis, a TV INES passou a oferecer uma grade de programação eclética com foco na comunicação educativa.
Único em âmbito federal, o INES ocupa importante centralidade, promovendo fóruns, publicações, seminários, pesquisas e assessorias em todo o território nacional. Possui uma vasta produção de material pedagógico, fonoaudiológico e de vídeos em língua de sinais, distribuídos para os sistemas de ensino.

### Referência nacional e internacional
Ao longo de sua história, o INES tem sido uma referência na área da educação de surdos no Brasil e no mundo. Sua atuação tem influenciado a construção de políticas públicas voltadas para a educação inclusiva, a valorização da LIBRAS como língua oficial da comunidade surda e a formação de profissionais capacitados para trabalhar com pessoas surdas.
O INES desempenha um papel fundamental na luta pela inclusão e igualdade de oportunidades para os surdos, contribuindo para uma sociedade mais justa, diversa e respeitosa com as diferenças linguísticas e culturais. Sua história e atuação são marcos importantes no avanço da educação de surdos no Brasil e na construção de uma sociedade mais inclusiva e acessível para todos.